# 孫小
孫 小（そん しょう、生没年不詳）は、北魏の宦官。字は茂翹。本貫は咸陽郡石安県。

## 経歴
孫瓚の子として生まれた。父は後秦の安定護軍となったが、赫連勃勃に敗れて殺害され、孫小は捕らえられて去勢された。427年（始光4年）、北魏が統万を平定すると、孫小は平城に移され、東宮内侍をつとめた。しばらくして西台中散に転じ、太武帝の征戦のたびに従軍して、しばしば戦功を挙げた。450年（太平真君11年）、太武帝が南征して瓜歩に進軍すると、孫小は左衛将軍の号を加えられ、泥陽子の爵位を受けた。451年（正平元年）、太武帝が都の平城に帰還すると、孫小は給事中となり、太僕たちをたばねた。後に冠軍将軍・并州刺史として出向し、中都侯の爵位を受けた。郭祚を并州主簿として任用し、書記の職務を委ねた。冀州刺史に転じ、当時の牧伯で及ぶ者がいないと評された。性格は残忍で、養子たちを仇でも見るように鞭打っていたといわれる。

## 伝記資料
- 『魏書』巻94 列伝第82
- 『北史』巻92 列伝第80